# 樊纲
樊纲（1953年9月20日—），中国经济学家，中国(深圳)综合开发研究院院长，国民经济研究所任所长。在中国经济体制改革研究基金会任秘书长，兼北京大学中国社会科学院研究生院经济学教授。
樊纲生于北京；祖籍为上海市崇明县。1969年赴黑龙江生产建设兵团务农，1975年转到河北省围场县；1978年考入河北大学经济系（七七级）政治经济学专业，1982年毕业后，考入中国社会科学院研究生院经济系，主攻“西方经济学”专业；1985年至1987年赴美国国民经济研究局及哈佛大学访问研究；1988年获经济学博士学位；同年进入中国社会科学院经济研究所工作；1992至1993年任《经济研究》编辑部主任；1994－95年任经济研究所副所长。现任中国经济体制改革研究基金会秘书长，国民经济研究所所长，国家级有突出贡献的中青年专家。兼北京大学教授，中国社会科学院研究生院经济学教授，博士生导师。

## 生平
- 1953年，出生于北京。
- 1969年，参加上山下乡运动。
- 1978年，考入河北大学经济系。
- 1982年，考入中国社会科学院研究生系。
- 1985年，在美国国民经济研究局及哈佛大学做访问学者。
- 1988年，回国工作于中国社会科学院经济研究所。
- 1992年，升职为中国社会科学院研究员。
- 1994年，任国民经济研究所所长。

## 言论

### 六个钱包
2018年4月19日CCTV2的《大讲堂》节目中，当被问到年轻人是该租房还是买房时，樊纲回答“在六个钱包都凑到一块儿的话，能够为你付首付的话，那我说你还是买房好”。

### 中国人只能住拥挤的房子
“中国人均可居住率只有世界的三分之一，我们命中注定只能住拥挤的房子，你想住不拥挤的房子到澳大利亚去，到加拿大去，你可以买到看不到邻居的大房子”